# Marktspiegel
Der Marktspiegel (Eigenschreibweise MarktSpiegel) ist eine regionale Wochenzeitung für den Großraum Nürnberg und zählt mit einer Auflage von rund 450.000 Exemplaren zu den bundesweit auflagenstärksten Anzeigenblättern.

## Geschichte
Die Zeitung wurde 1980 von Ludwig Lauffs, Erwin Balaun sowie Christof Hiltner gegründet und erschien erstmals am 18. September desselben Jahres mit einer Auflage von 371.000 Exemplaren. Der Verlags- und Redaktionssitz befindet sich seit 1981 in der Burgschmietstraße 2–4 im Stadtteil St. Johannis. Zwischenzeitlich erreichte die Auflage eine Zahl von 462.000 Exemplaren, heute liegt sie bei etwa 450.000. Der aktuelle Geschäftsführer und Vertragsleiter Harald Greiner ist seit 2001 im Amt.

## Inhalt
Inhalt der Zeitung sind Verbraucherinformationen und Anzeigen für die Region Nürnberg. Diese umfassen neben Verbrauchertipps für die Region und Berichterstattungen zu lokalen Veranstaltungen auch Boulevardjournalismus zu regionalen Persönlichkeiten und werden von einer eigenständigen Redaktion zusammengetragen.

## Auflage und Ausgaben

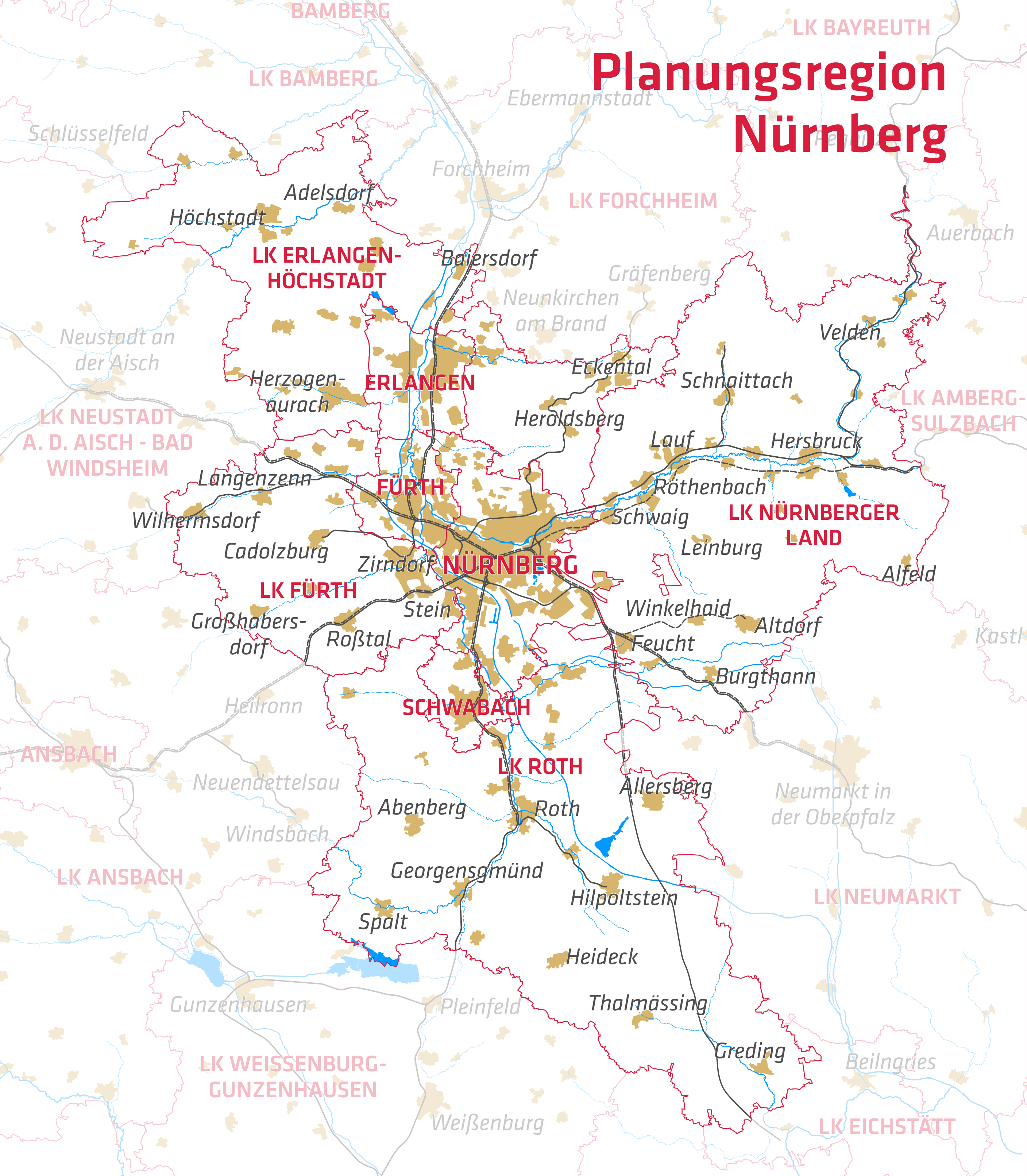
Das Verbreitungsgebiet entspricht in etwa der Planungsregion Nürnberg

Die Gesamtauflage Stand März 2020 umfasste 446.974 Exemplare. Sie setzt sich aus den Auflagen der sechs Unterausgaben zusammen:
- Marktspiegel 1 Nürnberg-Nord (86.745 Exemplare) mit Sitz in Nürnberg
- Marktspiegel 2 Nürnberg-Süd (125.740 Exemplare) mit Sitz in Nürnberg
- Marktspiegel 3 Fürth Stadt und Land (80.390 Exemplare) mit Sitz in Fürth
- Marktspiegel 4 Schwabach/Roth (58.765 Exemplare) mit Sitz in Schwabach
- Marktspiegel 5 Erlangen Stadt und Land (52.580 Exemplare) mit Sitz in Erlangen
- Marktspiegel 6 Forchheim/Höchstadt (42.754 Exemplare) mit Sitz in Forchheim